# Nabil Fekir
Nabil Fekir (født 18. juli 1993 i Lyon, Frankrig) er en fransk fodboldspiller med algeriske rødder, der spiller som midtbanespiller for Real Betis

## Klubkarriere

### Olympique Lyon
Fekir skiftede fra AS Saint-Priest til Lyon i 2011. Fekir spillede i 1 år på Lyons ungdomshold, indtil han i 2012 blev rykket op på senior. 
Han fik sin debut for senior førsteholdstruppen den 31. august 2013 i 2-1 nederlaget imod Evian Thonon, hvor han spillede hele kampen.